# Alice (film, 1990)
Pour les articles homonymes, voir Alice.
Pour plus de détails, voir Fiche technique et Distribution.
Alice est un film américain, réalisé par Woody Allen, sorti sur les écrans en 1990. 
Comme dans la plupart des œuvres de ce cinéaste, l'action se déroule à Manhattan.

## Synopsis
Vivant à New York et mariée depuis 15 ans à Doug, cadre supérieur riche et discrètement infidèle, dont elle a deux jeunes enfants, Alice mène une vie qui, en son for intérieur, ne la comble pas comme en témoigne sa fascination inattendue pour l'œuvre de Mère Teresa et son désir de la faire connaître à ses enfants. Elle passe son temps à superviser la marche de sa maison et l'éducation de ses enfants, et à courir les magasins et les instituts de beauté, où elle retrouve ses « amies » tout aussi riches qu'elle et friandes de commérages.
Toutefois, elle est légèrement troublée, chaque fois qu'elle vient chercher son fils à l'école maternelle, de croiser un homme brun qui la fait rêver. Se plaignant de douleurs imaginaires, un jour où, par trois fois, on évoque devant elle les mérites du Dr Yang, médecin chinois, acupuncteur et guérisseur sans égal, elle monte dans la limousine familiale, munie de son manteau de fourrure et de son chapeau rouge, pour se rendre à Chinatown au cabinet du médecin, et voir sa vie bouleversée de fond en comble grâce à une potion qui lui permet de devenir invisible.

## Fiche technique
- Titre : Alice
- Réalisateur : Woody Allen
- Scénario : Woody Allen
- Production : Robert Greenhut
- Musique : Philip Braham et Douglas Furber. La Cumparsita (tango composé par Gerardo Matos Rodríguez)
- Directeur de la photographie : Carlo Di Palma
- Pays :  États-Unis
- Langue : anglais
- Société de production : Orion Pictures
- Distribution : Orion Pictures Corporation
- Budget : 12 000 000 $
- Genre : Comédie romantique et fantastique
- Durée : 102 minutes
- Dates de sortie : 
  - États-Unis : 25 décembre 1990
  - France : 6 février 1991
- Tous publics

## Distribution
- Mia Farrow (VF : Élisabeth Wiener) : Alice Tate
- William Hurt (VF : Richard Darbois) : Doug Tate
- Joe Mantegna (VF : Sady Rebbot) : Joe Rufalo
- Keye Luke (VF : Serge Lhorca) : Dr. Yang
- Robin Bartlett (VF : Sylvie Moreau) : Nina
- Alec Baldwin (VF : Bernard Gabay) : Ed
- Blythe Danner (VF : Martine Messager) : Dorothée
- Cybill Shepherd (VF : Annie Sinigalia) : Nancy Brill
- Judy Davis (VF : Frédérique Tirmont) : Vicki
- Linda Wallem : Penny
- Bernadette Peters (VF : Laurence Crouzet) : La Muse
- Gwen Verdon (VF : Arlette Thomas) : la mère d'Alice
- Caroline Aaron (VF : Marie Vincent) : Sue
- Holland Taylor : Helen
- David Spielberg (VF : Jacques Frantz) : Ken
- Bob Balaban (VF : Denis Boileau) : Sid Moscowitz
- June Squibb : Hilda
- Elle Macpherson : une top model cliente de la boutique de mode

## Note
Ce film marque la dernière apparition de Keye Luke. L'acteur meurt environ deux semaines après la sortie du film aux États-Unis.